# مارگو وود
مارگو وود (انگلیسی: Margo Woode؛ ‏ ۲۰ آوریل ۱۹۲۸ – ۲۸ سپتامبر ۲۰۱۸) بازیگر اهل ایالات متحده آمریکا بود. وی بین سال‌های ۱۹۴۲ تا ۱۹۶۴ میلادی فعالیت می‌کرد.
از فیلم‌ها یا سریال‌های تلویزیونی که وی در آن‌ها نقش داشته‌است، می‌توان به قهرمان من، آواز غمگین برای من نخوان، عنکبوت و گاوبازها اشاره نمود.